# Муханнад
Муханнад (араб. مهند‎) (известен также как Абу Анас (араб. ابو أنس‎), предположительное настоящее имя — Халид Юсуф Мухаммад аль-Умейрат (араб. خالد يوسف محمد العميرات‎); 1969, Эз-Зарка, Иордания — 21 апреля 2011, в районе сел. Сержень-Юрт, Шалинский район, Чечня, Россия) — лидер отряда арабских боевиков в Чечне, представитель «Аль-Каиды» на Северном Кавказе. До августа 2010 года занимал должность наиба (заместителя) военного амира в созданном Доку Умаровым Имарате Кавказ.

## Биография
Халид Юсуф Мухаммад аль-Умейрат родился в 1969 году в городе Эз-Зарка в 30 км восточнее столицы Иордании Аммана. 1 июля 1987 года поступил на военную службу в ВВС Иордании. Проходил службу в компьютерном отделе штаба ВВС.
В российских СМИ Муханнада часто называли эмиссаром Аль-Каиды на Северном Кавказе. В Чечню прибыл в 1999 году c территории Панкисского ущелья и пополнил отряд Хаттаба. До этого воевал в Афганистане, Боснии, Косово и на Филиппинах. Первое время был незаметной фигурой, однако после гибели Абу Хафса аль-Урдани в 2006 году стал заместителем военного амира ЧРИ и лидером арабского отряда.
На протяжении лета 2008 года Муханнад вместе с чеченским полевым командиром Асламбеком Вадаловым организовывали рейды и засады против российских военнослужащих и чеченской милиции в районе Беноя, Дарго, Урус-Мартана.
В сентябре 2010 года Доку Умаров выступил с видеозаявлением, в котором назвал Муханнада главным организатором раскола в подполье, произошедшего в августе 2010 года. «Он организатор и начинатель раздора, — говорит Умаров. — Мне эти сигналы поступали с нашего дагестанского фронта, от нашего брата Магаса. А сегодня Муханнад призывает всех, чтобы они вышли из подчинения амира Кавказа». Умаров напоминает, что именно Муханнад заявлял о том, как «джихад» в Ираке и Афганистане «зашёл в тупик», а захваченного российскими спецслужбами лидера ингушского подполья Магаса назвал «нехорошим братом».
В 2007 году Анзор Астемиров упоминал о разногласиях с Муханнадом, проявившихся накануне провозглашения Имарата Кавказ.

### Сообщения о смерти
12 февраля 2008 года российские СМИ распространили информацию о смерти Муханнада. Телеканал «Вести» сообщил о его убийстве во время «денежных разборок между боевиками»; Муханнад погиб в перестрелке с ингушской милицией. Однако вскоре лидер кавказских боевиков Доку Умаров выступил с видеозаявлением, в котором опроверг информацию о смерти Муханнада.

### Гибель
21 апреля 2011 года Рамзан Кадыров сообщил журналистам об уничтожении Муханнада в результате специальной операции, прошедшей в тот же день в Чеченской республике. Информация о ликвидации главного эмиссара «Аль-Каиды» была подтверждена на следующий день в Национальном антитеррористическом комитете РФ.
Сообщение о ликвидации Муханнада нашло подтверждение со стороны незаконных вооружённых формирований.